# Gejza Dusík
Gejza Dusík   (Zavar, 1 d'abril de 1907 - Bratislava, 6 de maig de 1988) va ser un compositor eslovac que es considera el fundador de l'òpera eslovaca i de la música moderna d'esbarjo eslovaca.

## Biografia
Gejza Dusík és un cocreador de la història de l'art musical eslovac, juntament amb els seus companys de generació Alexander Moyzes, Eugene Suchon i Ján Cikker. Tot i que va treballar en el camp dels gèneres musicals d'entreteniment, la seva contribució a la música moderna contemporània, especialment com a creador de l'opereta nacional eslovaca, és molt significativa.
Després de la matrícula el 1928, va completar quatre semestres a la Facultat de Medicina de la Universitat Comenius de Bratislava. Tanmateix, ja durant els seus estudis de batxillerat, va ser autor d'un gran nombre de cançons populars de ball. Aviat va abandonar els estudis de medicina i va decidir dedicar-se només a la música. Va anar a estudiar composició al Conservatori Nou de Viena ("Neues Wiener Konservatorium") amb el professor Jenő Zádor, hi va estudiar el 1932–1936. Ja l'any 1935, abans de graduar-se al conservatori, es va estrenar la seva primera opereta, Tisíc metrů lásky, al Teatre Nacional Eslovac de Bratislava. Va ser escrit sobre el tema d'una comèdia d'època per Emanuel Brožík, i Juraj Haluzický va col·laborar en la lletra.
El 1939, va començar a treballar a la Unió d'Autors Eslovacs, que més tard va ser rebatejada com a Unió de Protecció d'Autors Eslovacs (SOZA). Entre 1942 i 1948 va fundar i dirigir la seva pròpia editorial musical. El 1945, una delegació de SAS - Sindicat d'Autors Eslovac (des de 1968 SOZA - Sindicat de Protecció d'Autors Eslovac) en l'agrupació de Ján Cikker, Gejza Dusík, Iľja Jozef Marko i Pavol Čády va signar amb l'OSA (Protecció d'Autors). Unió) - amb la Unió Txeca - cooperació entre els dos sindicats d'autors. L'any 1949 esdevingué director del sindicat i ocupà aquest càrrec fins al 1974.
Gejza Dusík és l'autor d'unes 250 cançons de ball, comèdies musicals i operetes. Va escriure un total de dotze operetes, de les quals la més popular fins al 1945 va ser l'opereta Modrá růže sobre llibret de Pavel Braxatoris. L'art socialista fa temps que rebutja l'opereta com una estranya supervivència burgesa. No obstant això, van ser el compositor Gejza Dusík i el seu lleial llibretista Pavol Braxatoris qui van recuperar la tradició de l'opereta a l'escenari de Nové scény l'any 1954 amb la interpretació de Zlatá rybka.
Va morir a Bratislava i és enterrat a Martin.

## Honors
- 1964 Artista honrat de Txecoslovàquia
- 1964 Mikuláš Schneider - Premi Trnavský per l'opereta Carnaval al Rio Grande
- 1965 títol d'artista meritori
- 1988 títol d'artista nacional
- 31 d'agost de 2007 Consell de Ľudovít Štúr, 1r curs - en memòria de les contribucions destacades al desenvolupament de la cultura i l'art musical

## Operetes
- 1935 Tisíc metrov lásky (llibret: Emanuel Brožík)
- 1938 Keď rozkvitne máj (llibret: Pavol Braxatoris)
- 1939 Modrá ruža (llibret: Pavol Braxatoris)
- 1940 Pod cudzou vlajkou (llibret: Celo Radványi, Otto Kaušitz)
- 1941 Turecký tabak (llibret: Otto Kaušitz)
- 1943 Osudný valčík (llibret: Otto Kaušitz)
- 1944 Tajomný prsteň (llibret: Pavol Braxatoris)
- 1954 Zlatá rybka (llibret: Pavol Braxatoris)
- 1956 Hrnčiarsky bál (llibret: Pavol Braxatoris)
- 1963 Karneval na Rio Grande (llibret: Pavol Braxatoris)
- 1965 Dvorná lóža (llibret: Jarko Elen na text hry J. M. Crawforda)
- 1971 To by bola láska (llibret: Pavol Braxatoris)
- 1980 Víno pre Marínu.

## Obres simfòniques
- 1934 Myra
- 1936 Ružová nálada, intermezzo
- 1936 Spomienka na Piešťany
- 1937 Na vlnách Dunaja
- 1947 Fantázia z operety Tajomný prsteň
- 1949 Idylické obrázky
- 1949 Koncertný valčík
- 1951 Našim rekreantom

1951 Z melódie do melódie
1953 Rapsódia
1956 Obrázky z Trenčianskych Teplíc
1965 Podvečerná idyla
1971 Nedeľa na dedine
1971 Harmónia
1973 Prvomájová predohra
1977 Októbrová predohra